# シウルグス・ドニガーラ
シウルグス・ドニガーラ（イタリア語: Siurgus Donigala）は、イタリア共和国サルデーニャ自治州南サルデーニャ県にある、人口約2,000人の基礎自治体（コムーネ）。

## 地理

### 位置・広がり

#### 隣接コムーネ
隣接するコムーネは以下の通り。
- ゴーニ
- マンダス
- ヌッリ
- オッローリ
- サン・バジーリオ
- セノルビ
- シリーウス
- スエッリ